# Pășunea Mare
Pășunea Mare – wieś w Rumunii, w okręgu Satu Mare, w gminie Călinești-Oaș. W 2011 roku liczyła 342 mieszkańców. 